# NGC 1146
NGC 1146 је двојна звезда у сазвежђу Персеј која се налази на NGC листи објеката дубоког неба.
Деклинација објекта је + 46° 25' 3" а ректасцензија 2h 57m 41,0s. Привидна величина (магнитуда) објекта NGC 1146 износи 12,9.